# Поки я не впала (роман)
Поки я не впала (англ. Before I Fall) — дебютний фантастичний роман-бестселер американської письменниці Лорен Олівер, оприлюднений у 2010 році

## Анотація
Саманта Кінґстон має все: красу, популярність, ідеального хлопця. П'ятниця, 12 лютого, мала б стати черговим днем у її чудовому житті. Але натомість стає її останнім днем.
Однак наступного ранку Саманта знову прокидається. Сім разів проживає вона свій останній день протягом одного чарівного тижня, щоб розгадати таємницю своєї смерті — і зрозуміти справжню вартість того, що вона от-от втратить.

## Персонажі
- Саманта Емілі Кінґстон (Сем, Семюел) — головна героїня, 17 років, в День Купідона вона разом з подругами розбивається на машині. Щось утримує її на Землі, і їй доводиться пережити той трагічний день знову і знову, поки вона не усвідомлює своїх помилок і не виправляє їх.
- Ліндсі — подруга Сем, в пориві злості називає Саманту «Семюєл», лідер компанії, найкрасивіша з них на думку Саманти.
- Елоді — подруга Сем, носить окуляри. Найделікатніша і найспокійніша з усієї компанії.
- Еллі — ще одна подруга Сем. У 9 класі збирала мініатюрних порцелянових корів.
- Роб — хлопець Саманти. За чутками, найпопулярніший хлопець у школі.
- Кент — друг дитинства Саманти. Вона йому завжди дуже подобалася.
- Джулієт Сиха — красива, світловолоса, скромна дівчина. Стає об'єктом насмішок Ліндсі, Еллі, Елоді і Саманти. Усі називають її «Психа».

## Екранізація
Права на екранізацію роману придбала студія Fox 2010. У 2015 році права були перекуплені студією «Awesomeness Films». Знімання фільму почалося у Ванкувері 17 листопада 2015 року.
Уперше фільм продемонстрували 21 січня 2017 року у США на кінофестивалі «Санденс», а в Україні у широкому кінопрокаті показ фільму відбувся 9 березня 2017 року.

## Переклад українською
- Лорен Олівер. Поки я не впала. — К. : КМ-Букс, 2017. — 386 с. — ISBN 978-617-7489-44-2.
- Лорен Олівер. Поки я не впала. — К. : КМ-Букс, 2017. — 480 с. — ISBN 978-617-7535-05-7.